# Radøy
Ne doit pas être confondu avec Radøy (Lindås).
Radøy était une commune des environs de Bergen, dans le comté de Hordaland, en Norvège. Son centre administratif est Manger.
Elle fait partie du comté de Vestland et la commune d'Alver depuis le 1er janvier 2020.
Outre Manger, on trouve des zones habitées à Sæbø, Hordabø, Sletta et Austmarka. Le dernier maire de la commune était Jon Askeland affilié au parti politique Senterpartiet.